# Romeu Almeida
Pour les articles homonymes, voir Romeu.
Romeu António Soares de Almeida, plus communément appelé Romeu Almeida ou simplement Romeu, est un footballeur portugais né le 8 octobre 1974 à Santa Maria da Feira. Il évoluait au poste d'attaquant.

## Biographie

### En club
Entre 1996 et 2001, il est joueur du FC Porto. Il est d'abord prêté au FC Felgueiras pour la saison 1996-1997 et au CS Marítimo pour la saison 1997-1998. Il est ensuite de nouveau prêté, au Leça FC, puis une nouvelle fois au Marítimo,,.
Avec le FC Porto, il est vainqueur à deux reprises de la Coupe du Portugal, en 2000 et 2001,,. Il participe également avec cette équipe aux compétitions continentales européennes, disputant deux matchs lors des tours préliminaires de la Ligue des champions, et une rencontre en Coupe de l'UEFA.
En 2001, il est transféré au Vitória Guimarães,,. Avec cette équipe, il inscrit dix buts en première division portugaise lors de la saison 2002-2003, ce qui constitue sa meilleure performance dans ce championnat. Cette saison là, il est notamment l'auteur de trois doublés.
Il met un terme à sa carrière en 2006, après une unique saison sous les couleurs du CF Belenenses,,.
Il dispute au total 184 matchs pour 31 buts marqués en première division portugaise,.

### En équipe nationale
International portugais, il reçoit deux sélections en amical en équipe du Portugal durant le mois d'octobre 2002 pour un but marqué.
Le 12 octobre, il joue contre la Tunisie (match nul 1-1 à Lisbonne).
Le 16 octobre, il marque un but contre la Suède en amical (victoire 3-2 à Göteborg).

## Palmarès
Avec le FC Porto :
- Vainqueur de la Coupe du Portugal en 2000 et 2001
- Vainqueur de la Supercoupe du Portugal en 1999